# 日産・VK56VD
日産・VK56VDは、日産自動車により製造されているV型8気筒エンジンである。

## 概要
排気量5,552ccのV型8気筒エンジン。2010年3月18日に、排気量4.5リットルのVK45DE型エンジンを搭載していたインフィニティ・M45の後継車として、北米で発売されたM56に初めて搭載された。VK45DE型に比べて排気量が1.1リットル増加されたことで、出力・トルクが大幅に増加したが、同社のV型6気筒エンジンであるVQ37VHR型エンジンおよび同じくV8のVK系エンジンであるVK50VE型エンジンにも採用されている可変バルブ機構VVELの採用に加え、新たに直噴（Direct Injection Gasoline: DIG）化がなされたことにより、燃費性能も向上している。
2010年4月に中東で発売される日産・パトロール及びその姉妹車で2010年初夏に北米で発売される予定のインフィニティ・QX56にも搭載されるが、出力・トルクともにM56に搭載されるものよりも低下されている。なお、QX56は同排気量のVK56DE型エンジンが、パトロールについては直列6気筒 4.5LのTB45E型および同4.8リットルのTB48DE型エンジンがそれぞれ先代モデルに搭載されていた。
また、日産ブランドで販売されるパトロールには、車両後部に「VVEL DIG」と書かれた、環境対応車を示す青いプレートが装着されている（前期型のみ）。

## 搭載車
- インフィニティ・M56（Y51型）
- 日産・パトロール（Y62型）
  - インフィニティ・QX80（2代目）
- 日産・タイタン/タイタンXD(2代目A61型)